# Сатаев, Есенжан
Есенжан Сатаев (каз. Есенжан Сатаев; 1888 год, аул Косарал — 1956 год) — старший чабан колхоза «Талаптан» Жымпитинского района Уральской  области Казахской ССР. Герой Социалистического Труда (1948).
С 1930 года трудился чабаном в колхозе «Талапан» Жымпитинского района. В 1936 году был назначен старшим чабаном. В 1947 году бригада Есенжана Сатаева достигла одних из самых высоких показателей в овцеводстве по Кзыл-Кугинскому району. В 1948 году удостоен звания Героя Социалистического Труда «за получение высокой продуктивности животноводства в 1947 году при выполнении колхозом обязательных поставок сельскохозяйственных продуктов и плана развития животноводства».
Награды
- Герой Социалистического Труда — указом Президиума Верховного Совета СССР 23 июля 1948 года
- Орден Ленина